# Goryczka pannońska
Goryczka pannońska (Gentiana pannonica Scop.) – gatunek rośliny z rodziny goryczkowatych (Gentianaceae). Występuje naturalnie w Północnych Alpach Wapiennych (w Bawarii i Austrii) oraz w Szumawie.

## Morfologia

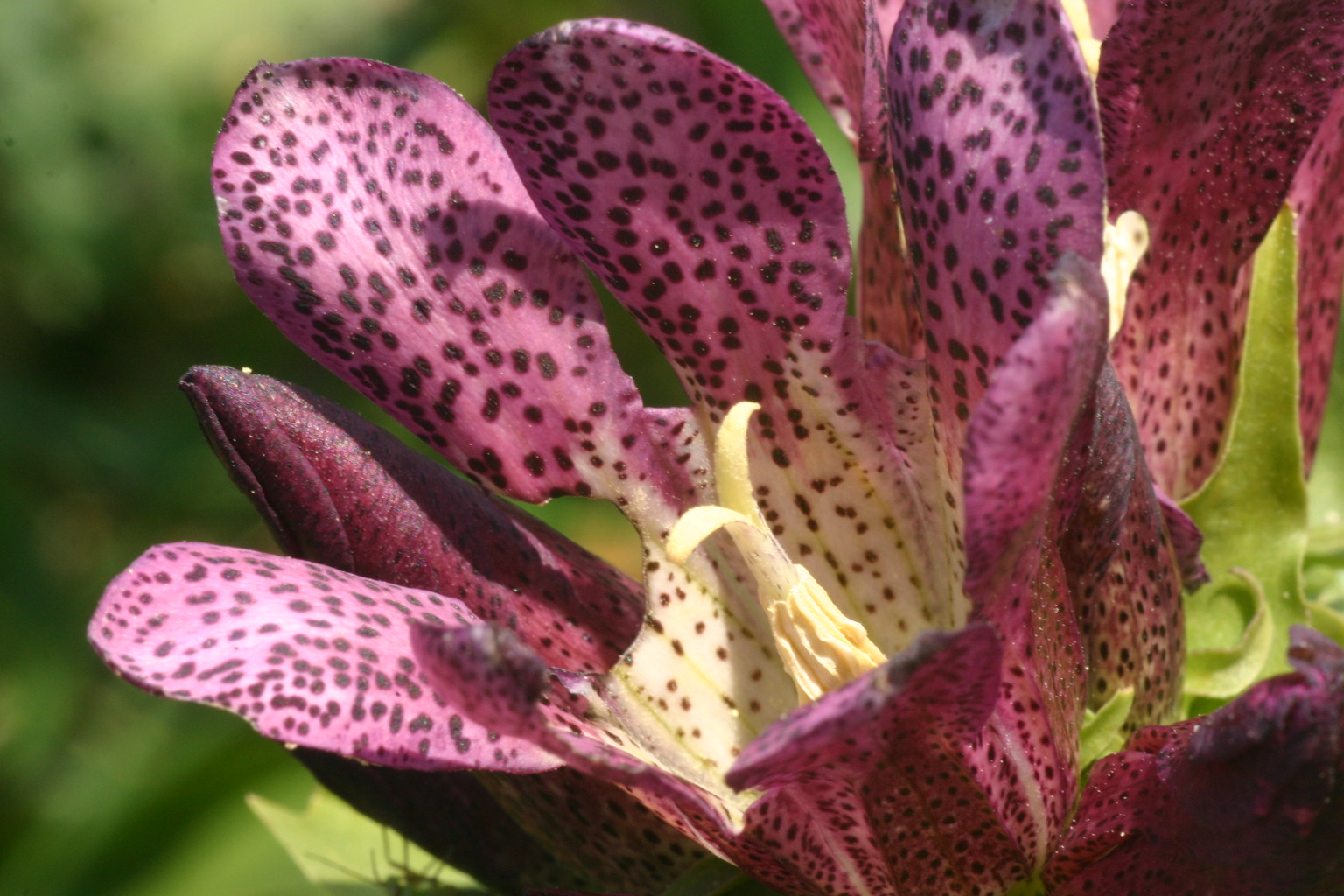
Kwiat w przybliżeniu

PokrójBylina dorastająca do 15–60 cm wysokości. Łodyga wzniesiona i pusta w środku. Korzeń jest gruby i palowy. Sięga do głębokości 1 m.
LiścieLiście odziomkowe są ogonkowe, jajowate. Liście łodygowe są naprzeciwległe. Mają lancetowaty kształt. Wierzchołek jest ostry.
KwiatyRozwijają się w kątach górnych liści (pojedynczo lub potrójnie) lub na szczycie łodygi (zebrane liczne kwiaty). Działki kielicha są zrośnięte. W górnej części zakończone są ząbkami wygiętymi na zewnątrz. Płatki są zrośnięte, przez co korona kwiatu ma dzwonkowaty kształt. Z zewnątrz mają barwę od czerwonej do fioletowej, natomiast wewnątrz są żółtawe z licznymi ciemnymi plamkami. Kwiat dorasta do 2,5–5 cm średnicy.
Gatunki podobneRoślinę tę można pomylić tylko z goryczką purpurową (Gentiana purpurea), od której różni się dzwonkowatym kielichem i silnym podłużnym unerwieniem.

## Biologia i ekologia
Rośnie na łąkach alpejskich, wśród wysokich bylin i w górskich lasach. Występuje na wysokości od 1300 do 2300 m n.p.m. Najlepiej rośnie na glebach wapiennych, bogatych w próchnicę. Kwitnie od czerwca do września.

## Zastosowanie
Dawniej korzenie tego gatunku były używane w medycynie ludowej. Ponadto korzenie służyły do produkcji wódki goryczkowej. W wyniku tej działalności roślina wyginęła w wielu swoich naturalnych siedliskach. Obecnie w krajach alpejskich znajduje się pod ochroną.